# Bill Hamid
Bilal Abdul Bill Hamid (ur. 25 listopada 1990 w Annandale) – amerykański piłkarz pochodzenia sierraleońskiego występujący na pozycji bramkarza. Zawodnik klubu Miami FC.

## Kariera klubowa
Hamid jest synem sierraleońskich imigrantów. Karierę rozpoczął w 2009 roku w klubie DC United. Wcześniej występował także w jego zespole juniorskim. W sezonie 2009 nie rozegrał żadnego spotkania w MLS. W tych rozgrywkach zadebiutował natomiast 5 maja 2010 roku w wygranym 2:1 pojedynku z Kansas City Wizards. W sezonie 2010 wystąpił w 8 ligowych meczach, a od następnego stał się podstawowym graczem DC United, przez cały sezon zaliczając 28 występów.
W 2018 przeszedł do FC Midtjylland.

## Kariera reprezentacyjna
W reprezentacji Stanów Zjednoczonych Hamid zadebiutował 22 stycznia 2012 roku w wygranym 1:0 towarzyskim meczu z Wenezuelą.